# Lemonの勇気
「Lemonの勇気」（レモンのゆうき）は、1987年9月21日に発売されたPSY・Sの6枚目のシングル。

## 解説
アルバム『Mint-Electric』のリカット。
表題曲「Lemonの勇気」は松浦雅也が音楽監督を務めたオリジナル・アニメーション・ビデオ『TO-Y』テーマ曲。
ジャケットは上條淳士の書き下ろしによるイラストが使われている。
契約の関係で劇中では未使用だがMVはアニメから数カットが流用されている。
カップリング「Cubic Lovers」共に後にベスト・アルバム『TWO HEARTS』に収録されたが、「Lemonの勇気」は“New Mix”となっている。

## 収録曲

### SIDE A
1. Lemonの勇気  –  (4:22)
  -     - 作詞：サエキけんぞう、作曲 · 編曲：松浦雅也
    - アニメーション・ビデオ「TO-Y」のテーマ

### SIDE B
1. Cubic Lovers  –  (5:35)
  - 作詞：松尾由紀夫、作曲 · 編曲：松浦雅也